# Formalismo (arte)
Nella storia dell'arte, il formalismo è lo studio dell'arte attraverso l'analisi e il confronto di forma e stile. La sua discussione include anche il modo in cui sono realizzati gli oggetti e i loro aspetti puramente visivi o materiali. Nella pittura, il formalismo enfatizza elementi compositivi come colore, linea, forma, trama e altri aspetti percettivi piuttosto che contenuto, significato o contesto storico e sociale.
Al suo estremo, il formalismo nella storia dell'arte postula che tutto ciò che è necessario per comprendere un'opera d'arte sia contenuto nell'opera d'arte. Il contesto dell'opera, compreso il motivo della sua creazione, il contesto storico e la vita dell'artista, ovvero il suo aspetto concettuale, è considerato esterno al mezzo artistico stesso, e quindi di secondaria importanza.